# Hohwald, Saxonia
Hohwald a fost o comună cu 4.750 loc, care era situată lângă granița cu Cehia, și la 35 km sud-est de orașul Dresda. Comuna cuprindea localitățile Berthelsdorf, Langburkersdorf, Niederottendorf, Oberottendorf, Rückersdorf și Rugiswalde. În anul 2007 cetățenii au hotărât să aparțină comuna de orașul Neustadt in Sachsen.